# پارسیان آذربایجان
پارسیان آذربایجان که بیشتر شناخته شده به نام تات‌های آذربایجان یا تات‌های قفقاز می‌باشند جمعیتی می‌باشند که در آذربایجان به صورت پراکنده زندگی می‌کنند این مردم به زبان پارسی سخن می‌گویند و برعکس اینکه به نام تات شناخته می‌شوند به زبان تاتی صحبت نمی‌کنند. در سال ۲۰۱۲ تات‌ها یا همان پارسیان آذربایجان تظاهرات بزرگی علیه حکومت آذربایجان انجام دادند که نتیجتاً به شدت سرکوب شدند جمهوری آذربایجان سعی در محو کردن مدارس پارسی زبان در مناطق پارسیان می‌باشد.

## تاریخچه
نخستین اشاره به پارسیان قفقاز به زمان هخامنشیان وگسترش شاهنشاهی هخامنشی بر می‌گردد کشف ویرانه معماری‌های هخامنشی، کشف جواهرات و قطعات مختلف در آذربایجان و دیگر کشورها این را ثابت می‌کند. به هر روی، تا زمان هخامنشیان اطلاعاتی از حضور پیوسته و فراوان پارسیان باستان در قفقاز جنوبی می‌باشد اما به نظر می‌رسد کوچ اصلی آن‌ها بدستور داریوش هخامنشی می‌باشد ولی برخی از محققان معتقدند که ایرانی زبانان تاتی در دورة ساسانیان، برای نگهبانی از مرزهای شمال غربی پادشاهی ساسانی، به قفقاز گسیل شده باشند (همان، ص ۳۱۶).